# Ули Хьонес
Улрих „Ули“ Хьонес (на немски: Ulrich "Uli" Hoeneß) е бивш германски футболист, нападател. Понастоящем е Президент на Байерн Мюнхен. Роден е на 5 януари 1952 г. в град Улм. Играе в аматьорския отбор на „ФФБ Улм“ от 1966 до 1970 г. Професионалната му кариера започва в „Байерн“ от 1970 до 1978 г. и завършва в „1. ФК Нюрнберг“ през 1978–1979 г.

## Кариера
Изиграл е 250 мача с 86 гола в Бундеслигата. Има 35 мача и 5 гола в националния отбор на ФРГ, където дебютира на 29 март 1972 г. срещу Унгария 2:0 в Будапеща, последен мач на 20 юни 1976 г. срещу Чехословакия 2:2 в редовното време и след продължения, 3:5 след дузпи в Белград на финала на Евро-76. Тогава пропуснатата от него дузпа се оказва решаваща за загубата на европейската титла. Участва на Евро-72 (първо място), Световно първенство-74 (първо място) и Евро-76 (второ място). Бърз, с отличен дрибъл и силен удар. Една от ключовите фигури в големите отбори на „Байерн“ и ФРГ в средата на 70-те години на 20 век.
През 1970 година нападателят преминава в Байерн Мюнхен, а контузия в коляното слага край на кариерата му през 1979. От май 1979 г. е в ръководството на „Байерн“ като мениджър.
На 13 март 2014 година Ули Хьонес получава съдебна присъда за 3 години и 6 месеца затвор заради укриване на данъци в размер 28 млн. евро. На 14 март 2014 г. той подава оставка от презиндентската длъжност която заема в Байерн Мюнхен. Неговият наследник на Байерн Мюнхен е главния финансов директор на Байерн Карл Хопфнер.

## Отличия
Успехи като играч:
- Световен шампион 1974

- Европейски шампион 1972

- Европейски вицешампион 1976

- Интерконтинентална купа 1976

- Купата на Европейските шампиони 1974, 1975, 1976

- Шампион на Германия 1972, 1973, 1974

- Купата на Германия 1971

Успехи като Мениджър/Президент:
- Интерконтинентална купа 2001, 2013

- Шампионска лига 2001, 2013
- Купата на УЕФА 1996
- Суперкупа на Европа 2013
- 17 пъти шампион на Германия

- 10 пъти носител на Купата на Германия

- 3 пъти носител на Суперкупата на Германия

- 6 пъти носител на Купата на Лигата на Германия